# Toyota 90C-V

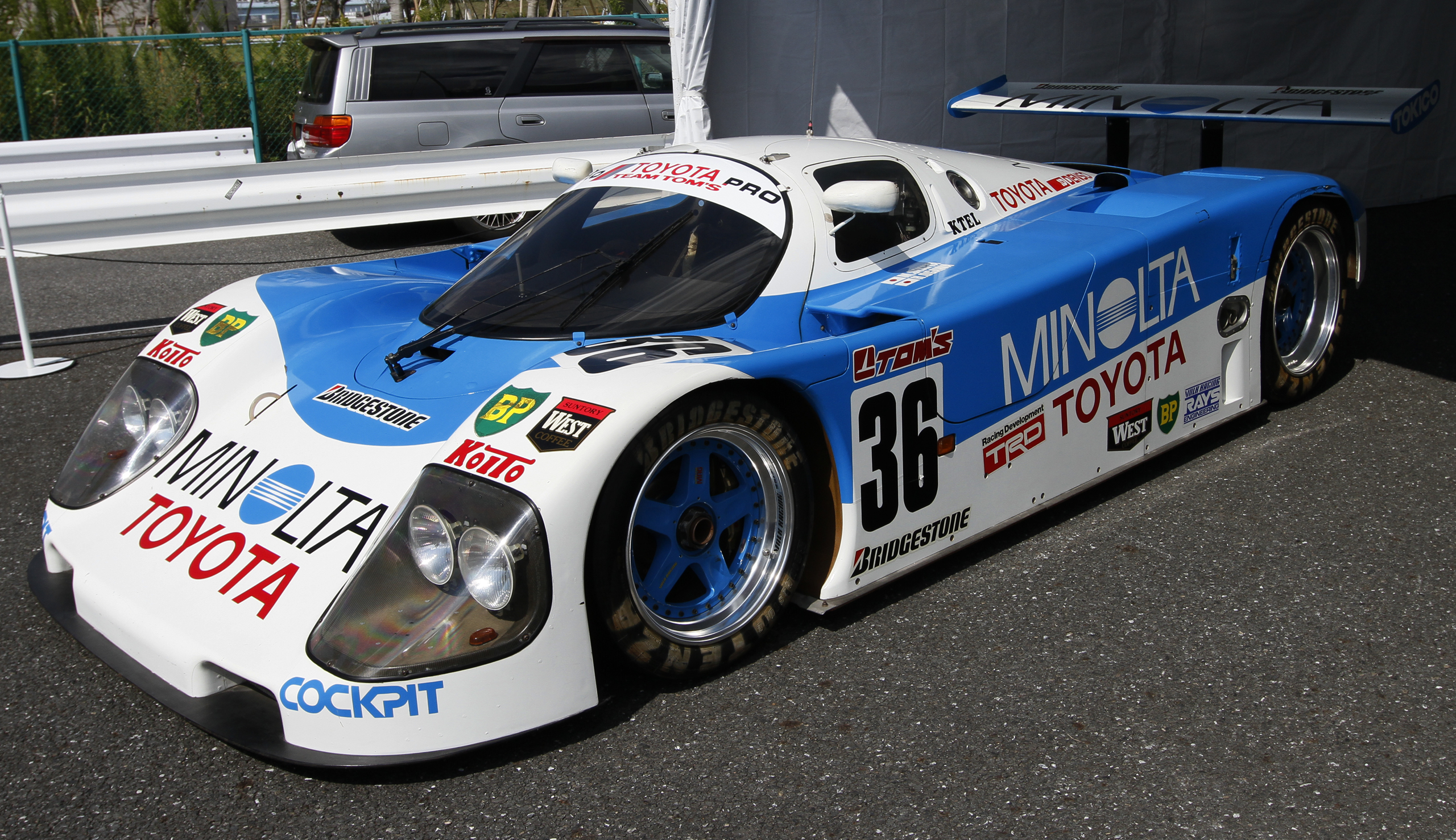
Toyota 90C-V

Der Toyota 90C-V war ein von Toyota gebauter Rennwagen, der für die Gruppe C1 entwickelt wurde. Er nahm an der All Japan Sports Prototype Championship, der World Sportscar Championship und an den 24 Stunden von Le Mans teil.

## Renngeschichte

### All Japan Sports Prototype Championship
Der 90C-V fuhr 1990 bei der All Japan Sports Prototype Championship (JSPC). Es fuhr neben dem 89C-V für die ersten beiden Rennen in Fuji. Der 90C-V erzielte seinen einzigen Sieg bei seinem Debüt bei dem Fuji 500 km Rennen. Das Auto erzielte für den Rest der Saison moderate Ergebnisse und landete in den meisten Rennen unter den Top 10.
Der 90C-V nahm auch an den ersten beiden Rennen der Saison 1991 teil. In diesen Rennen belegte er den 3. und 5. Platz, bevor es für den Rest der Saison durch den 91C-V ersetzt wurde.

### Sportwagen-Weltmeisterschaft
Der 90C-V nahm an der Saison der Sportwagen-Weltmeisterschaft 1990 teil. Es wurden nicht die gleichen Ergebnisse erzielt wie in der JSPC. Das beste Ergebnis erzielte er beim Saisonauftakt, wo er bei den 480 km von Suzuka den 4. Platz belegte. In jedem anderen Rennen landete er jedoch außerhalb der Top 10.

### 24-Stunden-Rennen von Le Mans
Toyota nahm an den 24 Stunden von Le Mans 1990 mit drei Fahrzeugen teil, die die Startnummern #36, #37 und #38 hatten. Das beste Ergebnis im Qualifying erzielte Geoff Lees mit der #36, der sich für das Rennen als 10. qualifizierte. Die Autos #37 und #38 erreichten im Qualifying den 14. bzw. 16. Platz.
Das Auto #37 fiel wegen eines Unfalls etwa 4 Stunden nach Rennbeginn aus, wobei Aguri Suzuki zu dieser Zeit fuhr. Dann, während der 18. Stunde, erlitt das Auto #38 einen Motorschaden, so dass das Auto #36 der einzige noch im Rennen befindliche 90C-V war. Er belegte schließlich den 6. Platz (sowohl insgesamt als auch in der Klasse), 12 Runden hinter dem Führenden.